# Physoconops apicalis
Physoconops apicalis är en tvåvingeart som beskrevs av Camras 1955. Physoconops apicalis ingår i släktet Physoconops och familjen stekelflugor. Inga underarter finns listade i Catalogue of Life.